# Liste der Bodendenkmale in Rochau
In der Liste der Bodendenkmale in Rochau sind alle Bodendenkmale der Gemeinde Rochau und ihrer Ortsteile aufgelistet. Grundlage ist die Veröffentlichung der Landesdenkmalliste mit Stand vom 25. Februar 2016. Die Baudenkmale sind in der Liste der Kulturdenkmale in Rochau aufgeführt.
| Denkmal-ID | Fundart             | Ortsteil         | Bezeichnung                                | Zeitstellung | Lage                                                  | Bemerkungen | Bild |
| ---------- | ------------------- | ---------------- | ------------------------------------------ | ------------ | ----------------------------------------------------- | --- | ---- |
| 428310081  | Grabmal > Grabhügel | Häsewig          | Grabhügel oder Burghügel?                  | undatiert    | im Ort, Grundstück Hauptstraße 6, „Butterberg“ (Lage) | Großer Grabhügel oder kleiner Burghügel, ca. 3 m hoch, Durchmesser ca. 30–40 m. |      |
| 428310083  | Befestigung         | Häsewig          | wohl Burganlage                            | undatiert    | im Ort, Waldrand, Kirchsteg (Lage)                    | Vermutliche Burganlage mit ca. 2–3 m hohen Wall. Im Zentrum eine romanische Feldsteinkirche wohl aus der 2. Hälfte des 12. Jh. mit jüngeren Anbauten. Der Kirchhof wird noch als Friedhof genutzt. Im Inneren der Kirche gibt es einen Taufstein. |      |
| 428310080  | besonderer Stein    | Klein Schwechten | Steinkreuz, Sühnekreuz                     | undatiert    | im Ort, in der nördl. Kirchhofsmauer (Lage)           | In der Kirchhofsmauer eingemauert, aus Buntsandstein, mehrere kleine, zum Teil wohl frische Abplatzungen. |      |
| 428310126  | Grabmal > Grabhügel | Ziegenhagen      | Grabhügel, Stand 1959, vermutlich zerstört | undatiert    | 800 m westl., „Weidetannen“ ()                        | Durchmesser ca. 20 m, Höhe ca. 5 m. Kein OBD! |      |